# Wilfried Rogasch
Wilfried Rogasch (* 11. April 1962 in Hannover) ist ein deutscher Historiker, Ausstellungskurator und Autor.

## Leben
Wilfried Rogasch studierte Geschichte und Kunstgeschichte in Göttingen, München und an der University of Oxford. Seine Magisterarbeit bei Rudolf von Thadden trägt den Titel Deutsche Juden oder jüdische Deutsche? Das nationale Selbstverständnis der Juden in Deutschland 1914–1933.
Er kuratierte zahlreiche kulturhistorische Ausstellungen in ganz Deutschland, so in Berlin im Deutschen Historischen Museum, im Kronprinzenpalais, im Henry-Ford-Bau der Freien Universität Berlin und im Hotel Adlon sowie im Münchner Haus der Kunst, im Sächsischen Landtag in Dresden und in der Paulskirche in Frankfurt am Main. Zu seinen inhaltlichen Schwerpunkten zählen die Kulturgeschichte der Aristokratie in Europa, die Globalgeschichte von Zwangsmigrationen und die Wissenschaftsgeschichte.
Rogasch konzipierte die Dauerausstellung für Museumsneugründungen wie das Schlossmuseum Braunschweig (im Auftrag der Richard-Borek-Stiftung) und eines Jüdischen Museums in Köln (im Auftrag des dortigen Fördervereins, nicht realisiert).
Darüber hinaus trat Rogasch als Fachberater für historische Dokumentar- und Spielfilme hervor, z. B. für den Kinofilm „Majestät brauchen Sonne“ über Kaiser Wilhelm II.
Zudem realisierte er einige eigene Dokumentarfilme, darunter „Menschen im neuen Berlin. Diplomatie“ (Deutsche Welle, 1999), „Neuer Glanz in Böhmen und Mähren“ (Zwei Teile, Bayerischer Rundfunk, 2001) sowie „Liechtensteins fürstliches Erbe“ (Bayerischer Rundfunk, 2002).

## Buchpublikationen (Auswahl)
- als Hrsg.: Victoria & Albert, Vicky & the Kaiser. Ein Kapitel deutsch-englischer dynastischer Beziehungen. Ausstellungskatalog. Hatje Cantz Verlag, Ostfildern-Ruit 1997, ISBN 978-3-7757-0636-0.
- Schlösser und Gärten in Böhmen und Mähren. Könemann Verlag, Köln 2000, ISBN 978-3-8290-7224-3.
- Schnellkurs Adel. Dumont Verlag, Köln 2004, ISBN 978-3-8321-7617-4.
- Schatzhäuser Deutschlands. Kunst in adligem Privatbesitz. Ausstellungskatalog. Prestel Verlag, München 2004, ISBN 978-3-7913-3126-3.
- mit Katharina Klotz, Doris Müller-Toovey: Erzwungene Wege. Flucht und Vertreibung im Europa des 20. Jahrhunderts. Verlag Zentrum gegen Vertreibungen, Berlin 2006, ISBN 978-3-00-019838-0.
- mit Katharina Klotz, Doris Müller-Toovey: Die Gerufenen. Deutsches Leben in Mittel- und Osteuropa. Verlag Zentrum gegen Vertreibungen, Berlin 2009.
- mit Katharina Klotz et al.: Angekommen. Die Integration der Vertriebenen in Deutschland. Katalog zur Ausstellung im Westpreußischen Landesmuseum.[12] Verlag Zentrum gegen Vertreibungen, Berlin 2011, ISBN 978-3-00-034963-8.
- Bayern in 24 Kapiteln. Hirmer Verlag, München 2015, ISBN 978-3-7774-2487-3.
- Verschwunden. Orte, die es nicht mehr gibt. Ausstellungskatalog. Verlag Stiftung Zentrum gegen Vertreibungen, Potsdam 2016, ISBN 978-3-00-054877-2.
- Die 100 schönsten Kirchen in Oberbayern. Hirmer Verlag, München 2016, ISBN 978-3-7774-2694-5.
- als Hrsg.: Alfons Mucha. The Great Masters of Art. Hirmer Verlag, München 2020, ISBN 978-3-7774-3488-9.